# Voie de la Liberté

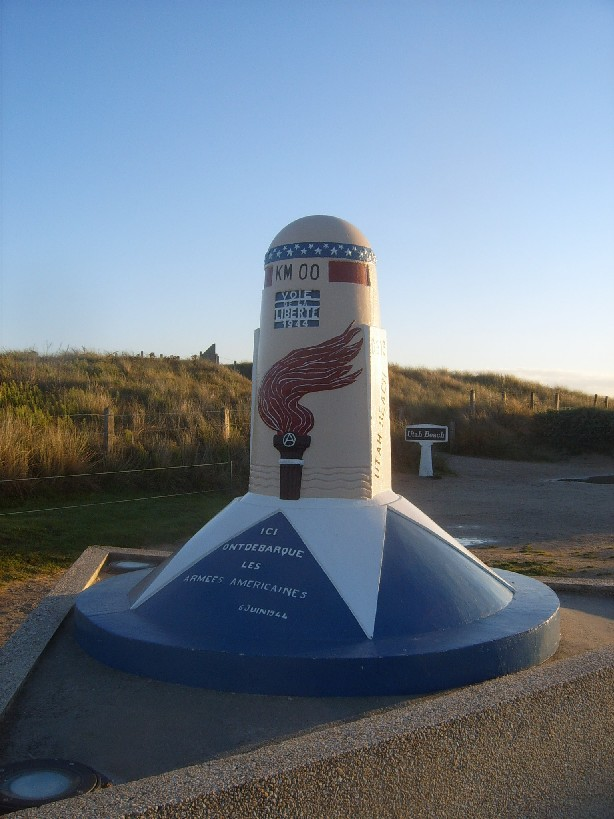
Borne Nr. 1, am Utah Beach.

Die Voie de la Liberté ist eine historische Strecke in Nordfrankreich, Luxemburg und Belgien, welche den Verlauf der Befreiung durch die Alliierten nach dem D-Day Ende des Zweiten Weltkrieges darstellt. Die Länge beträgt 1446 km, jeder Kilometer ist durch einen Kilometerstein (Borne) markiert.

## Verlauf
- Sainte-Mère-Église
- Utah Beach
- Saint-Lô
- Saint-Malo
- Rennes
- Angers
- Chartres
- Fontainebleau
- Reims
- Verdun
- Metz
- Luxemburg
- Bastogne

## Geschichte
Im Juni 1944 hatte Colonel Guy de la Vasselais, Verbindungsoffizier der französischen Streitkräfte bei der US-Armee, die Idee zur Erstellung dieser historischen Strecke. Die Fertigstellung erfolgte in den Jahren 1946/47, die feierliche Eröffnung erfolgte am 18. September 1947 in Fontainebleau.